# Monterosso al Mare
Monterosso al Mare  es la localidad  más occidental y la más poblada de las Cinco Tierras o Cinque Terre, en Liguria (Italia). 
En ella se encuentran también las playas más extensas de la región. 
Monterosso se sitúa en el centro de un pequeño golfo natural, protegido por una modesta escollera artificial.
Al oeste del pueblo se encuentra Fegina, una expansión turística y de balnearios del pequeño pueblo originario. 
A Fegina se accede a través de un túnel de pocas decenas de metros; allí se ubica la estación de tren y las playas más extensas, compuestas por grava fina.
Entre sus ilustres residentes se contó el Premio Nobel, Eugenio Montale.
Como parte de la Cinque Terre, Monterosso al Mare ha sido declarado Patrimonio de la Humanidad por la Unesco.
En la comunidad de Monterosso Al Mare existen familias que han formado dinastías generacionales en varios países de Latinoamérica como Ecuador, Colombia, Chile, Perú y Argentina. Entre los familias que destacan constan los Accini, Desimoni, Contardi, Ferrari, Cavallo, Moggia, Razzo, Gando, entre otros.  
En Ecuador una de las familias de origen monterossini son los Accini. El primer miembro de la familia Accini que llegó a ese país andino fue Giuseppe Accini. El navegante llegó en 1900 al puerto de Guayaquil, una de las ciudades con mayor número de migrantes italianos, españoles, libaneses, colombianos, venezolanos, peruanos, entre otros.   
Giuseppe, cuyo nombre españolizado pasó a ser José, formó hogar con la dama guayaquileña, Cristina Vera, con quien procreó seis hijos, siendo María Luisa Accini Vera la primera hija del matrimonio.  

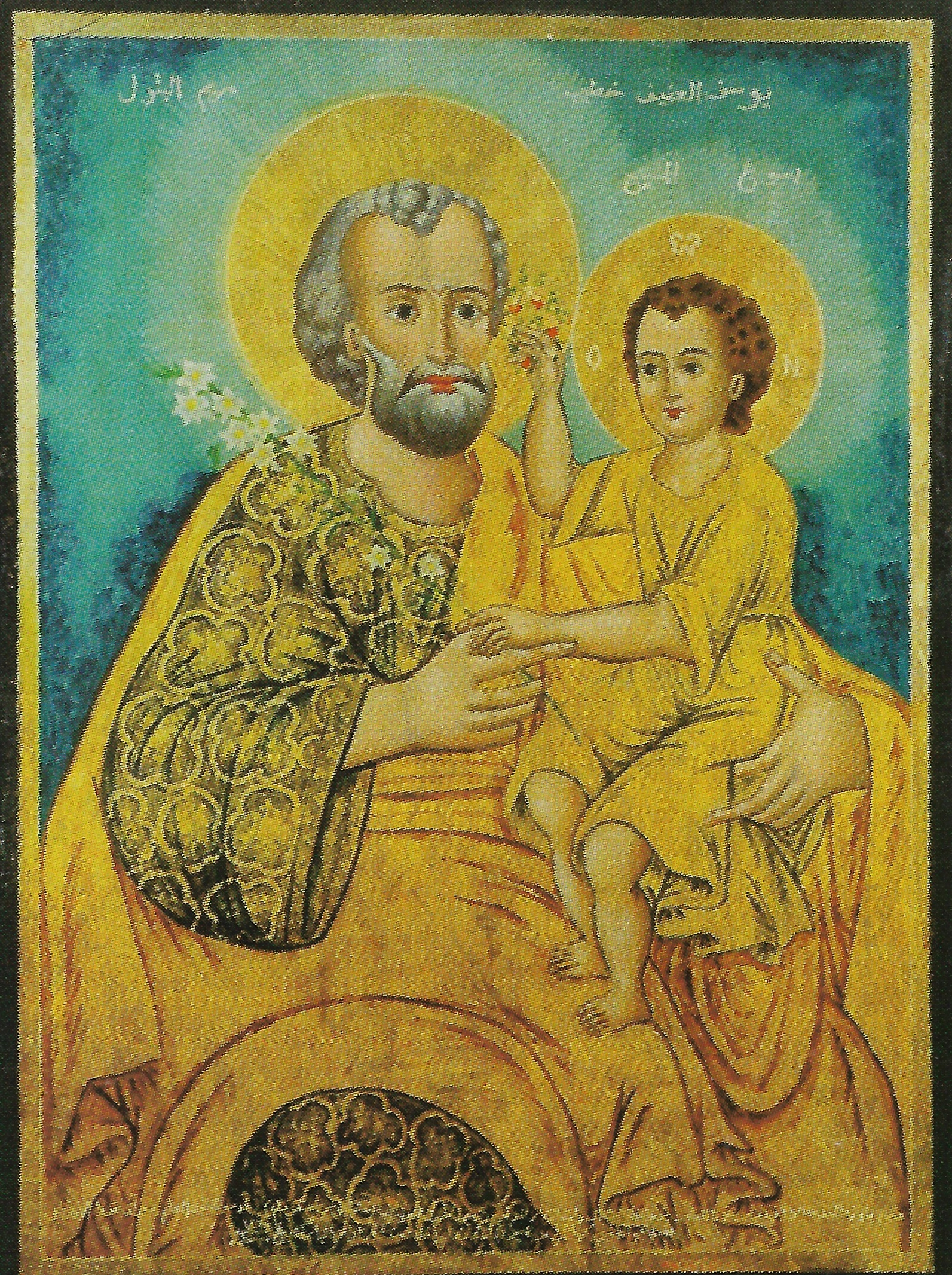

José Accini se dedicó al comercio y administró varias pulperías en el centro de Guayaquil entre 1901 y 1905, año en que se radicó en Quito por sus relaciones comerciales. Regresó a Guayaquil en 1910 hasta el año de su muerte ocurrido en 1943.  
María Luisa Accini Vera siguió los pasos de su padre y se dedicó al comercio, así como la administración de sus haciendas ubicadas en la parroquia Pascuales y en Los Lojas-Daule. Tras contraer matrimonio con Gerónimo Mena compartió su vida entre el comercio y el cuidado de su hogar integrado además por sus tres hijos: Ángel Gerónimo Mena Accini, María Cristina Mena Accini y Luis Alberto Mena Accini. Los hijos de este matrimonio fueron criados por su abuelo, José Accini, tras la prematura muerte de sus progenitores. De adultos se dedicaron al comercio y abrieron tiendas de abarrotes en la zona centro-sur del puerto ecuatoriano.  
Otro de los hijos de José Accini, Cristóbal Accini Gando, nacido en Monterosso al Mare, destacó en el sector empresarial de Guayaquil, tras permanecer algunos años en Perú. Accini Gando fundó la fábrica de mosaicos INCA y tuvo tres hijos: Amanda Accini Coloma, Ana Accini Coloma y José Accini Coloma. Entre los descendientes de Cristóbal Accini hay destacados médicos y empresarios ecuatorianos.   

## Demografía
| Gráfica de evolución demográfica de Monterosso al Mare entre 1861 y 2001 |
|                                                                          |
| Fuente ISTAT - elaboración gráfica de Wikipedia                          |